# Бухолово (платформа)
Бу́холово — остановочный пункт Рижского направления Московской железной дороги в городском округе Шаховская Московской области. Платформа находится по соседству с деревней Степаньково, с другой стороны платформы расположен посёлок станции Бухолово. Центр городского округа — Шаховская — расположен в 15 км от платформы.
Этот остановочный пункт расположен на однопутном электрифицированном участке. Платформа боковая, единственная высокая, рассчитанная на приём 12-вагонного состава. К ней с запада примыкает неиспользуемая низкая боковая платформа. Находится с северной стороны от пути. Расположенное перед началом платформы напротив перехода через рельсы вокзальное здание закрыто и заброшено (по проекту здание послевоенной постройки аналогично вокзалу на соседней станции Шаховская). Кассы не работают. Турникетами не оборудована.
В Бухолово останавливаются только пригородные электропоезда сообщением Москва Рижская — Шаховская и обратно. Экспресс-электропоезда из Москвы на платформе также не останавливаются.
Ранее Бухолово представляло собой разъезд с двумя путями, в настоящее время второй путь разобран.